# Larmorpräzession

Präzession des Spins

Larmorpräzession (nach dem irischen Physiker Joseph Larmor) ist die Präzession des Drehimpulses eines Teilchens mit magnetischem Dipolmoment um die Richtung eines äußeren Magnetfelds. Bei Atomen ist sie insbesondere durch die vom Magnetfeld verursachte Aufspaltung von Spektrallinien, den Zeeman-Effekt, beobachtbar.
Die Frequenz der Präzessionsbewegung wird Larmorfrequenz genannt. Bei einem geladenen Teilchen unterscheidet sich die Larmorfrequenz von der Zyklotronfrequenz im gleichen Magnetfeld um die Hälfte des Landé-Faktors. Dies lässt sich quantenmechanisch erklären.
Wichtige Anwendungen der Larmorpräzession sind Kernspinresonanzspektroskopie und Kernspintomographie.

## Präzession am Beispiel des schweren Kreisels
Auf einen Kreisel, der nicht in seinem Schwerpunkt gelagert ist und dessen Drehachse nicht lotrecht steht – z. B. einen Spielzeugkreisel –, wirkt die Schwerkraft mit einem Drehmoment {\displaystyle {\vec {M}}}, das senkrecht zur Schwerkraft und zur Kreiselachse liegt. Falls der Kreisel sich nicht dreht, fällt er also um. Bei (nicht zu langsamer) Rotation hingegen verursacht das Drehmoment eine Präzessionsbewegung, die die Kreiselachse und damit den Drehimpulsvektor auf einem Kreis um das Lot herumführt. Der Anstellwinkel zur Lotrechten bleibt dabei konstant, und die Winkelgeschwindigkeit der Präzession ist für alle Anstellwinkel gleich.

## Präzession im Magnetfeld
Die Larmorpräzession beruht darauf, dass jedes geladene Teilchen mit Drehimpuls {\displaystyle {\vec {J}}} auch einen magnetischen Dipol {\displaystyle {\vec {\mu }}} darstellt. Das gilt auch für insgesamt neutrale Teilchen (z. B. Neutron, neutrales Atom mit ungerader Elektronenzahl), die aus geladenen Teilchen zusammengesetzt sind, deren magnetische Momente sich nicht zu Null addieren. In einem Magnetfeld {\displaystyle {\vec {B}}} wirkt auf das Teilchen ein Drehmoment {\displaystyle {\vec {M}}}, das den Dipol zur Feldrichtung parallel zu stellen strebt. Es ist {\displaystyle {\vec {M}}={\vec {\mu }}\times {\vec {B}}}.
Größe und Richtung des Dipols werden durch den Drehimpulsvektor gegeben: {\displaystyle {\vec {\mu }}=\gamma {\vec {J}}}. Darin ist das gyromagnetische Verhältnis {\displaystyle \gamma } ein Faktor, der sich nach der Landé-Formel je nach Teilchenart für jedes Energieniveau mit gegebenem Bahn- und Gesamtdrehimpuls berechnen lässt. Aus der Bewegungsgleichung des Kreisels, {\displaystyle {\dot {\vec {J}}}={\vec {M}}}, folgt die Präzession mit der Larmorfrequenz {\displaystyle f_{\mathrm {Larmor} }}. Diese ist zu {\displaystyle \gamma } und zur Flussdichte {\displaystyle B} des Magnetfeldes proportional
{\displaystyle f_{\mathrm {Larmor} }={\frac {\gamma }{2\pi }}\cdot B}
bzw. als Kreisfrequenz (mit dem Landé-Faktor {\displaystyle g_{J}}, der Ladung {\displaystyle q} und der Masse {\displaystyle m} des Teilchens)
{\displaystyle \omega _{\mathrm {Larmor} }={2\pi }\cdot f_{\mathrm {Larmor} }=\gamma \cdot B=g_{J}\,{\frac {q}{2\,m}}\cdot B\ .}

## Makroskopischer Effekt
Die obige Beschreibung gilt gleichermaßen in der klassischen wie in der Quantenphysik. Hat man z. B. einen Wassertropfen durch ein starkes Magnetfeld etwas magnetisiert, bilden die dabei (teilweise) ausgerichteten magnetischen Momente der Protonen (Atomkerne des Wasserstoffs) zusammen einen schwachen makroskopischen Dipolmagneten, der über denselben gyromagnetischen Faktor mit einem kleinen Gesamtdrehimpuls verbunden ist. Wenn das Magnetfeld genügend rasch durch eines in einer anderen Richtung ersetzt wird, hält dieser Dipolmagnet noch kurze Zeit seine ursprünglichen Ausrichtung bei und vollführt die Larmor-Präzession. Dabei erzeugt er in einer Antennenspule eine leicht beobachtbare induzierte Wechselspannung, deren Frequenz die Larmorfrequenz ist. Die Amplitude der Wechselspannung nimmt in dem Maß ab, wie sich die senkrecht zur Feldrichtung liegende Stärke des rotierenden Dipols verringert, weil sich die makroskopische Magnetisierung an die neue Feldrichtung anpasst (longitudinale Relaxation), und weil die einzelnen Protonen aufgrund kleiner Störungen aus dem Takt geraten (transversale Relaxation). Sowohl die genaue Vermessung der Frequenz als auch die Beobachtung der Relaxation gehören in der Materialforschung zu den wichtigsten Hilfsmitteln bei der Erforschung der Strukturen und Reaktionen. In der Geophysik wird dies Verfahren im Protonenmagnetometer angewandt, um das Magnetfeld der Erde und seine Störungen genau zu vermessen.

## Quantenmechanische Beschreibung

### Zeeman-Effekt
Quantenmechanisch bewirkt das magnetische Moment im Magnetfeld eine Aufspaltung des Energieniveaus mit der Drehimpulsquantenzahl {\displaystyle J} in äquidistante Niveaus zu den {\displaystyle (2J{\mathord {+}}1)} verschiedenen möglichen magnetischen Quantenzahlen {\displaystyle m_{J}}. Der Niveauabstand ist immer {\displaystyle \Delta E=\hbar \omega _{\mathrm {Larmor} }} (darin ist {\displaystyle \hbar } die reduzierte Planck-Konstante). Diese Aufspaltung wurde 1896 an optischen Spektrallinien erstmals beobachtet und war einer der ersten Zugänge zum Studium der Vorgänge in den Atomen und damit zur Entwicklung der Quantenmechanik.
In Formeln: Aus dem o.a. Drehmoment {\displaystyle {\vec {M}}} ergibt sich, dass das Teilchen im Magnetfeld eine Zusatzenergie
{\displaystyle E_{\mathrm {mag} }=-\mu \cdot B\cdot \cos \theta \equiv -\mu _{z}\cdot B\equiv -\gamma J_{z}B}
hat, wobei {\displaystyle \mu _{z}} die zu {\displaystyle {\vec {B}}} parallele Komponente des Vektors {\displaystyle {\vec {\mu }}} ist und die Feldrichtung als z-Achse gewählt wurde. Da zu {\displaystyle J_{z}} die Quantenzahlen {\displaystyle m_{J}=-J,-(J-1),\dots ,J} gehören (s. Richtungsquantelung), spaltet das Niveau in ebenso viele Zeeman-Niveaus auf. Ihre Energien sind
{\displaystyle E_{m_{J}}=-\gamma \hbar m_{J}B\ .}

### Präzessionsbewegung
An einem einzelnen Zeeman-Zustand kann man nach der Quantenmechanik keine Bewegung ablesen, weder die Rotation um die Kreiselachse noch die Präzession der Kreiselachse um die {\displaystyle z}-Achse. Als Eigenzustand zu einer Energie {\displaystyle E_{m}} ist der Zustand stationär, d. h. mit fortschreitender Zeit ändert sich nicht seine Form, sondern nur die quantenmechanische Phase seines Zustandsvektors mittels des Phasenfaktors {\displaystyle \mathrm {e} ^{-\mathrm {i} E_{m}t/\hbar }}. Zustände verschiedener Energie ändern ihre Phase verschieden schnell. Bei den je nach der magnetischen Quantenzahl {\displaystyle m} aufgespaltenen Zeeman-Zuständen mit Energie {\displaystyle E_{m}=-m\hbar \omega _{L}} ist der Phasenfaktor demnach {\displaystyle \mathrm {e} ^{\mathrm {i} \,m\,\omega _{L}\,t}}. Da {\displaystyle m\hbar } gerade der Eigenwert zur {\displaystyle z}-Komponente des Drehimpulses des betreffenden Zeeman-Zustands ist, bedeutet dieser Phasenfaktor das gleiche wie eine Drehung um den Winkel {\displaystyle \varphi =\omega _{L}t} um die z-Achse. Für einen Zeeman-Zustand allein drückt sich diese Phase bzw. Drehung in keiner beobachtbaren Tatsache aus, nur eben im nach der Quantenmechanik prinzipiell beliebigen Phasenfaktor des zugehörigen Zustandsvektors.
Eine Dreh-Bewegung um die {\displaystyle z}-Achse kann man nur an einem Zustand beobachten, der zu jedem Moment eine gewisse Richtung quer zur {\displaystyle z}-Achse in messbarer Weise auszeichnet. Dazu muss er eine Überlagerung mehrerer Zeeman-Zustände sein. Welche Achse senkrecht zur {\displaystyle z}-Achse ausgezeichnet wird, hängt dann von der relativen Phase seiner Zeeman-Komponenten ab. Z. B. kann ein Teilchen mit Spin {\displaystyle {\tfrac {1}{2}}} die Zeeman-Zustände {\displaystyle |m\mathbin {=} {\mathord {+}}{\tfrac {1}{2}}\rangle } und {\displaystyle |m\mathbin {=} {\mathord {-}}{\tfrac {1}{2}}\rangle } haben, und der zur {\displaystyle +x}-Achse ausgerichtete Zustand ist durch die Überlagerung {\displaystyle \left(|{\mathord {+}}{\tfrac {1}{2}}\rangle +|{\mathord {-}}{\tfrac {1}{2}}\rangle \right)} gegeben (bis auf einen gemeinsamen Faktor, siehe auch Eigenschaften des Spin). Wenn sich die Phasen beider Komponenten aber aus irgendeinem Grund um 90° auseinanderentwickelt haben, heißt der Zustand (bis auf einen gemeinsamen Faktor) {\displaystyle \left(|{\mathord {+}}{\tfrac {1}{2}}\rangle +i|{\mathord {-}}{\tfrac {1}{2}}\rangle \right)} und hat den Spin nach der {\displaystyle +y}-Achse hin ausgerichtet. Nach weiteren 90° Phasendifferenz heißt der Zustand {\displaystyle \left(|{\mathord {+}}{\tfrac {1}{2}}\rangle -|{\mathord {-}}{\tfrac {1}{2}}\rangle \right)} und ist nach {\displaystyle -x} ausgerichtet usw.
Da sich mit fortschreitender Zeit die einzelnen Zustandsvektoren gerade so verändern, als ob sie alle um den gleichen Winkel {\displaystyle \varphi =\omega _{L}t} um die {\displaystyle z}-Achse gedreht worden wären, beschreibt dieselbe Überlagerung nun einen Zustand, der wirklich diese Drehung ausgeführt hat. Zeigte er am Anfang eine Polarisation, die nicht parallel zur {\displaystyle z}-Achse lag, dann zeigt er später dieselbe Form und Stärke der Polarisation, aber in einer entsprechend gedrehten Richtung.
Mit anderen Worten: Das beschriebene System rotiert ganz mit der Winkelgeschwindigkeit {\displaystyle \omega _{L}}, in völliger Übereinstimmung mit der Anschauung. Hier wird deutlich, dass die Energieaufspaltung der Drehimpulseigenzustände wie im Zeeman-Effekt eine so einfache räumliche Veranschaulichung erlaubt, weil sie äquidistant ist. Eine Aufspaltung proportional zum Quadrat der magnetischen Quantenzahl, wie z. B. durch die Wechselwirkung des elektrischen Quadrupolmoments mit einem inhomogenen elektrischen Feld, lässt sich so nicht interpretieren.

## Auswirkung bei polarisierten Teilchenstrahlen
Die Larmorpräzession kann sich beim Arbeiten mit einem spinpolarisierten Ionenstrahl störend bemerkbar machen, wenn der Strahl Materie – etwa eine Folie oder ein Gas – durchquert. Fängt ein Ion dabei ein Elektron ein, präzediert der Spinvektor dieses Ions anschließend um die (zufällige) Richtung des viel größeren magnetischen Moments des Elektrons, so dass die Polarisation des Strahls sich verringert.
Im Fall einer Folie, hinter der Vakuum herrscht, kann das eingefangene Elektron dauerhaft gebunden bleiben; dann haben nach einer Periode der Präzession alle Ionenspins wieder ihre ursprünglichen Richtungen, und die Polarisation ist zum anfänglichen Wert zurückgekehrt. Falls die Geschwindigkeit der Ionen einer gut messbaren Wegstrecke pro Larmor-Umlauf entspricht, kann daher entlang des Strahlweges eine sinusförmig ab- und zunehmende Polarisation gemessen werden. Dies wurde in einem Experiment mit polarisierten Deuteronen von etwa 160 keV augenfällig demonstriert.

## Magnetische Resonanz
Durch Einstrahlen eines magnetischen Wechselfelds werden Übergänge zwischen den im Zeeman-Effekt aufgespaltenen Niveaus angeregt, wenn die Frequenz des Wechselfelds mit der Larmorfrequenz übereinstimmt (Resonanz). Mit Variieren der Frequenz entsteht ein Absorptionsspektrum mit einer sichtbaren Absorptionslinie. Diese Methode heißt je nach beobachtetem Objekt Elektronenspinresonanz oder Kernspinresonanz und erlaubt Messungen extremer Genauigkeit. Z. B. wird bei der Kernspinresonanz der Einfluss der chemischen Bindung des Atoms und seiner weiteren Umgebung messbar, weil sie das am Kern wirkende Magnetfeld um Millionstelbruchteile verändert (chemische Verschiebung).
Auch diese Absorption von Energie kann makroskopisch verstanden werden, denn ein linear polarisiertes Wechselfeld enthält einen zirkular polarisierten Anteil, der bei der richtigen Frequenz auf den präzedierenden Dipol ein (in seinem Ruhesystem) konstantes Moment ausübt. Hat es die Richtung, „als ob es die Präzession beschleunigen wollte“, wird dem Kreisel dabei Energie zugeführt. Die kann er aber nicht in Gestalt einer schnelleren Präzession speichern, denn die Larmorfrequenz liegt fest. Stattdessen nimmt der Kreisel die Energie – klassisch anschaulich ausgedrückt – durch Vergrößerung des Einstellwinkels (weg vom konstanten Feld {\displaystyle {\vec {B}}}) auf, quantenmechanisch ausgedrückt durch entsprechend anwachsende Beimischung von Zeemanzuständen geringerer m-Quantenzahl. An einem großen Spielzeugkreisel, der im Schwerefeld präzediert, kann man das klassische Verhalten direkt beobachten, wenn man mit dem Finger versucht, die Präzession zu beschleunigen (oder zu verlangsamen).